# Far Away (chanson de Tyga)
Pour les articles homonymes, voir Far Away.
 (janvier 2012).
Si vous disposez d'ouvrages ou d'articles de référence ou si vous connaissez des sites web de qualité traitant du thème abordé ici, merci de compléter l'article en donnant les références utiles à sa vérifiabilité et en les liant à la section « Notes et références ».
Singles de Tyga
Loyalty
(2011) Still Got It
(2011)
Far Away est un single du rappeur Tyga en collaboration avec Chris Richardson. C'est le troisième single de son deuxième album Careless World: Rise of the Last King après I'm On It et Really Raw (avec Pharrell Williams, Snoop Dogg et Game). La chanson est produite par Jess Jackson (le producteur officiel de Tyga) et est sortie le 13 mai 2011 sur youngmoneyhq.com.

## Clip vidéo
La vidéo officielle de Far Away est sortie le 27 juillet 2011 et a depuis été visionnée plus de six millions de fois sur Youtube. La vidéo est basée sur d'une histoire dans laquelle Tyga tente de se réconcilier avec sa compagne mais celle-ci meurt dans un accident de voiture à la fin de la vidéo.

## Classement
- US Billboard Hot 100 : n°86
- US Heatseekers (Billboard) : n°7
- US Hot R&B/Hip-Hop Songs (Billboard) : n°93
- US Rap Songs : n°16